# Восточнотувинские диалекты

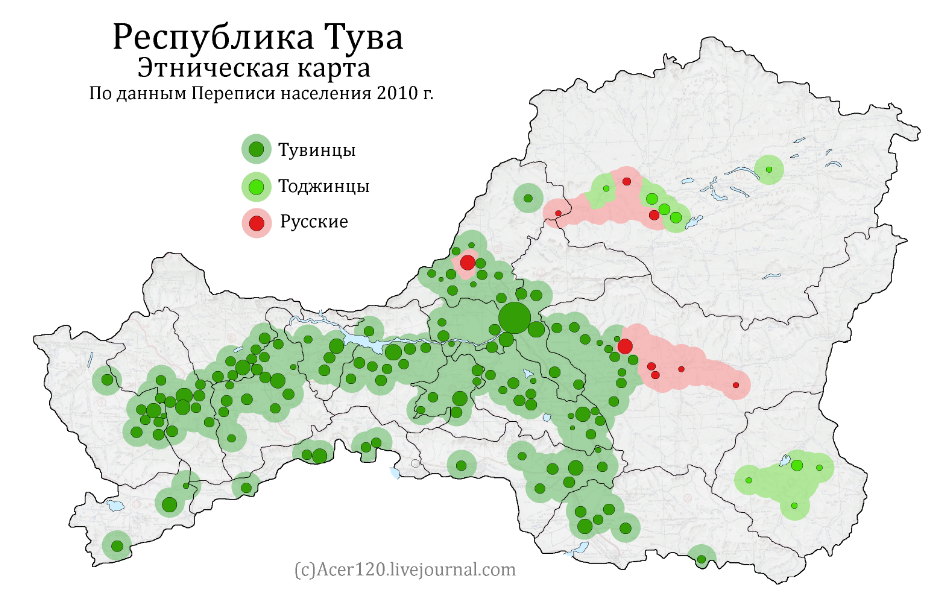
Зона распространения восточно-тувинских диалектов (салатовый цвет) охватывает два несмежных района проживания тоджинцев на востоке Республики Тывы, перепись 2010 г.

Восточнотуви́нские диалекты тувинского языка — северо-восточный (то́джинский) и юго-восточный диалекты. Часто рассматривается как этнолекты тувинского языка. Традиционно относящиеся к диалектам тувинского языка, они при этом по ряду языковых характеристик ближе к тофаларскому и сойотско-цатанскому. Основное место бытования — Тоджинский и Тере-Хольский кожууны (административные районы) республики Тува.